# Alexandre Bida

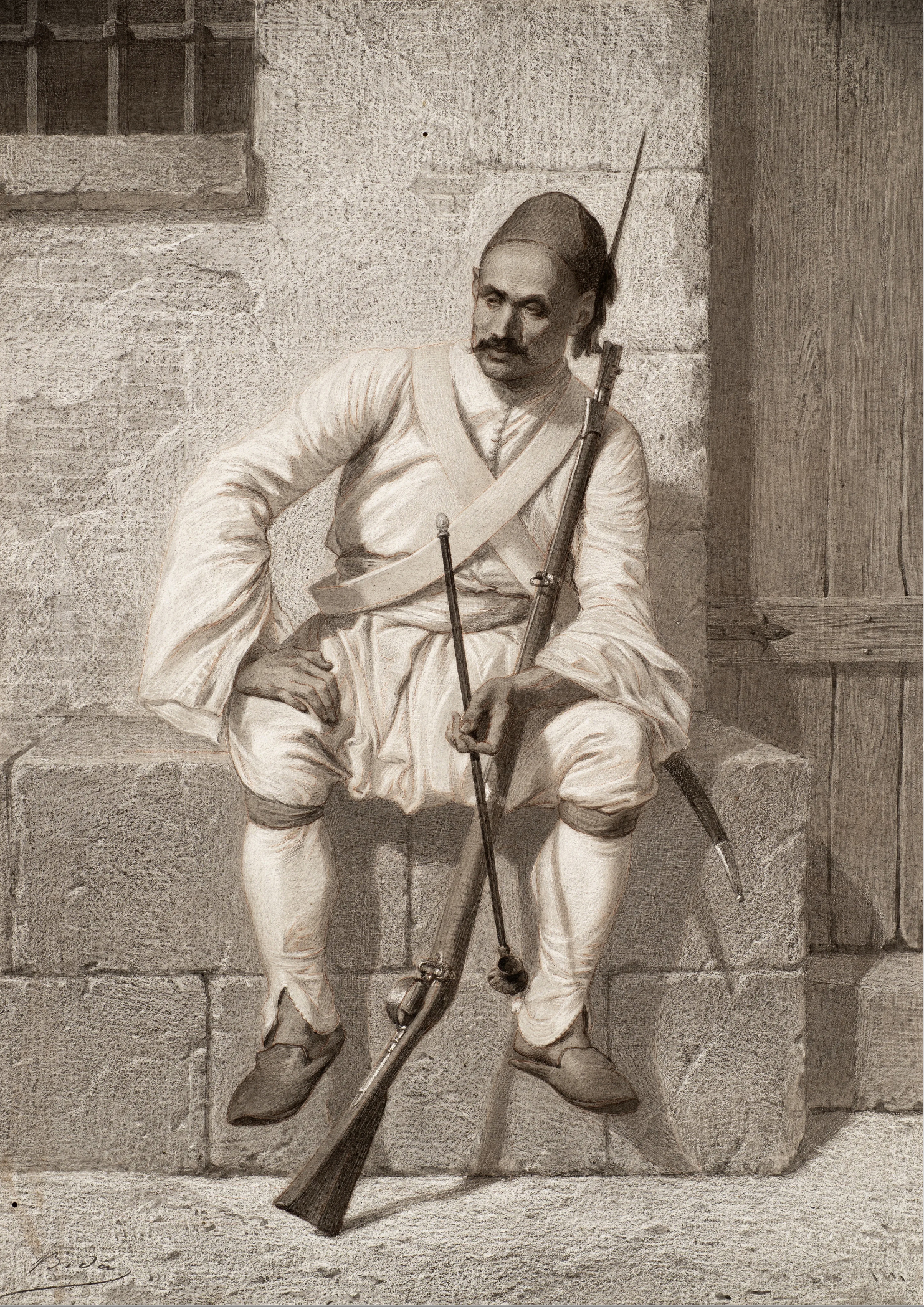
Albanischer Soldat

Alexandre Bida (* 3. Oktober 1813 in Toulouse; † 2. Januar  1895 in Lautenbach) war ein französischer Zeichner, Illustrator und Radierer.
Bida studierte bei Eugène Delacroix.
Als Künstler beschränkte er sich auf monochrome Zeichnungen, die als Vorlagen für Illustrationen dienten.
Seit seiner Jugend reiste und arbeitete er in Ägypten, Griechenland, der Türkei, dem Libanon und Palästina. Palästina besuchte er sogar dreimal in den Jahren 1844, 1850 und 1855. Er ließ sich in Paris nieder. Er war mit Pierre Puvis de Chavannes befreundet.
Bekannt wurde er durch seine Ausstellungen in der Zeit zwischen 1847 und 1861. Er war auch 1873 Illustrator der Heiligen Bibel. Darin wurden die vier Evangelien durch seine 28 Radierungen bereichert. Er illustrierte auch „Le Livre de Ruth et Histoire de Tobie“. Nach Zeichnungen von Bida wurden 26 Radierungen als Illustration zum „Hohelied“ (Engl.: The Song of Songs) gedruckt, von Edmond Hédouin und Emile Bolivien, im Verlag John C. Nimmo, London in 1886.
Bida war Lehrer von Jean-Paul Laurens.